# Kirike
Le kirike ou okrika est une langue ijoïde parlée au Nigeria et fait partie du continuum linguistique kalabari-ibani-kirike.
Le kirike est parlé à Port Harcourt et les zones de gouvernement local d’Okrika et d’Ogu-Bolo.

## Écriture
| a | b | ḅ | ch | d  | ḍ | e | ẹ | f | g | gb | gw | h | i | ị | j | k | kp | kw | l |
| m | n | ñ | nw | ny | o | ọ | p | r | s | t  | u  | ụ | v | w | y | z |    |    |   |